# 1972 في إيطاليا
فيما يلي قوائم الأحداث التي وقعت خلال عام 1972 في إيطاليا.

## سياسة

### تعيين في المنصب
- 17 فبراير – جوليو أندريوتي رئيس وزراء إيطاليا.
- 17 فبراير – ماريانو رومور وزير الداخلية الإيطالي ‏.
- 10 مارس – أمنتوري فانفاني عضو مجلس الشيوخ مدى الحياة.

### انتهاء فترة المنصب
- 1 ديسمبر – أنطونيو سينيي عضو مجلس الشيوخ مدى الحياة.

## أفلام
من الأفلام التي صدرت هذه السنة في إيطاليا:
- 1 يناير – جزيرة الكنز من إخراج Antonio Margheriti [الإنجليزية]‏، جون هوف، أندريا بيانكي.
- 1 يناير – حبكة من إخراج إيف بواسيت [الإنجليزية]‏.
- 1 يناير – سحر البرجوازية الخفي من إخراج لويس بونويل.
- 15 مارس – العراب من إخراج فرانسيس فورد كوبولا.[1]
- 19 ديسمبر – لاست تانغو في باريس من إخراج برناردو برتولوتشي.

## مواليد

### يناير
- 8 يناير – جوزيبي فافالي لاعب كرة قدم إيطالي.[2]

### فبراير
- 15 فبراير – إنريكو كاساني درّاج طريق إيطالي.

### مارس
- 13 مارس – ماسيمو فاليري لاعب كرة مضرب إيطالي.

### أبريل
- 3 أبريل – لولا بانياني ممثلة إيطالية.[3]
- 13 أبريل – فابريزيو غيدي درّاج طريق إيطالي.
- 15 أبريل – أرتورو جاتي ملاكم كندي.[4]
- 27 أبريل – سيلفيا فارينا إيليا لاعبة كرة مضرب إيطالية.

### مايو
- 13 مايو – جيوفاني تيديسكو لاعب كرة قدم.[5]

### يونيو
- 9 يونيو – ساندرو كويس لاعب كرة قدم إيطالي.[6]

### يوليو
- 15 يوليو – جيانباولو مونديني درّاج طريق إيطالي.
- 22 يوليو – فرانكو ياتايني متسابق دراجات نارية إيطالي.

### أغسطس
- 2 أغسطس – دانيلي نارديلو درّاج طريق إيطالي.
- 12 أغسطس – باولو أورلاندوني لاعب كرة قدم إيطالي.[7]
- 12 أغسطس – باولو فانولي لاعب كرة قدم إيطالي.[8]
- 25 أغسطس – ديفيد سانغوينيتي لاعب كرة مضرب إيطالي.

### سبتمبر
- 4 سبتمبر – أندريا غيرا لاعب كرة قدم إيطالي.[9]
- 10 سبتمبر – دانيل موسا لاعب كرة مضرب إيطالي.
- 15 سبتمبر – جيانماركو بوزيكو
- 22 سبتمبر – أليساندرو فروسيني لاعب كرة سلة إيطالي.

### نوفمبر
- 21 نوفمبر – كريستيان موريني درّاج طريق إيطالي.

### ديسمبر
- 27 ديسمبر – غيدو ترنتي درّاج طريق إيطالي.

## وفيات

### يناير
- 28 يناير – دينو بوزاتي (مواليد 1906) كاتب إيطالي.[10]

### مارس
- 29 مارس – أنطونيو بيفيلاكوا (مواليد 1918)

### يونيو
- 9 يونيو – جيلبرتو بارلوتي (مواليد 1940) متسابق دراجات نارية إيطالي.

### ديسمبر
- 1 ديسمبر – أنطونيو سينيي (مواليد 1891)[11]
- 2 ديسمبر – إتوري باستيكو (مواليد 1876)